# Automolus ochrolaemus
El ticotico gorgiclaro  (Automolus ochrolaemus) es una especie de ave paseriforme de la familia Furnariidae perteneciente al género Automolus. Es nativo de la América tropical (Neotrópico), del extremo sureste de América Central, y del noroeste, cuenca del Amazonas y escudo guayanés de América del Sur. 

## Nombres comunes
Se le denomina también rascahojas gorguipálida (en Panamá), hojarasquero oliváceo (en Colombia), rascahojas golianteado o golihabana (en Ecuador), tico-tico gargantianteado (en Venezuela) u hoja-rasquero de garganta anteada (en Perú).

## Distribución y hábitat
Se distribuye en una extensa zona que va desde el este de Panamá, hasta el oeste de Colombia y noroeste de Ecuador, a occidente de los Andes; y desde el sur de Colombia, hacia el este, por el sur de Venezuela, Guyana, Surinam y Guayana francesa, y hacia el sur por el este de Ecuador, este de Perú, casi toda la Amazonia brasileña, hasta el centro de Bolivia.
Esta especie es ampliamente diseminada en sus hábitats naturales, el sotobosque del bosque húmedo y las áreas aledañas, preferentemente cerca de corrientes de agua y de várzeas, principalmente por debajo de los 1000 m de altitud.

## Descripción
Mide entre 18 y 19 cm de longitud y pesa entre 30 y 46 g. El plumaje del dorso es de color marrón oliváceo oscuro, más oscuro grisáceo en la corona, y más brillante hasta llegar a castaño oscuro en las remeras y rufo  en las coberteras caudales y la cola. Los lados de la cabeza son marrón oscuro con algunas pintas anteadas en los oídos, y el área loreal. La garganta, el anillo ocular y la línea posauricular son de color anteado brillante. Presenta escamado fusco en el pecho El vientre es marrón anteado y con el centro castaño oscuro, manchado de negruzco en el costado y los flancos.

## Comportamiento
Es un ave huidiza, que forrajea solitaria o en pares, frecuentemente acompañando bandadas mixtas del sotobosque, algunas veces junto a su congénere el ticotico oliváceo (Automolus infuscatus). Suele colgarse con la cabeza para abajo, mientras hurga en epífitas y hojas muertas suspensas.

### Alimentación
Su dieta consiste de insectos, arañas, pequeñas ranas y lagartijas.

### Reproducción
Construye su nido en una madriguera al final de un túnel de 40 a 75 cm de largo, en un barranco. En el fondo hay un tazón poco profundo con una almohadilla de material vegetal. La hembra pone dos o tres huevos blancos. El período de incubación es de aproximadamente 19 días. Ambos padres incuban los huevos y alimentan a los polluelos.

### Vocalización
Su canto, distintivo y emitido con frecuencia, es el mismo tanto al este como al oeste de los Andes. Es una serie corta de notas descendientes y bien enunciadas, por ejemplo «ki-ki-ke-krr» o «ki, ki, ki-ki-ke-ke-krr».

## Sistemática

### Descripción original
La especie A. ochrolaemus fue descrita por primera vez por el ornitólogo suizo Johann Jakob von Tschudi en 1844 bajo el nombre científico Anabates ochrolaemus; su localidad tipo es: «Perú».

### Etimología
El nombre genérico masculino «Automolus» deriva del griego «αυτομολο automolos» que significa ‘desertor’; y el nombre de la especie «ochrolaemus», se compone de las palabras del griego «ōkhros» que significa ‘amarillo pálido’, ‘amarillo ocre’ y «laimos» que significa ‘garganta’.

### Taxonomía
La especie Automolus exsertus, endémica de la pendiente del Pacífico de Costa Rica y Panamá, antes considerada conespecífica con la presente especie, fue separada con base en diferencias significativas de vocalización y distancia genética. La separación como especie plena fue aprobada en la Propuesta 2018-A-2 al Comité de Clasificación de Norte y Centro América (N&MACC).
La subespecie pallidigularis es considerada como especie separada por algunos autores. Hay algunos señales de introgresión entre auricularis y la subespecie nominal en el oeste de Brasil.
El anteriormente grupo de subespecies A. ochrolaemus cervinigularis (inluyendo A. ochrolaemus hypophaeus) es  tratada como una especie separada: el ticotico gorgiclaro norteño Automolus cervinigularis, con base en los estudios genéticos recientes de Smith et al. (2014) y Schultz et al. (2017), en conjunto con las diferencias vocales. Las clasificaciones del Congreso Ornitológico Internacional (IOC) y Clements checklist/eBird siguen esta separación a partir del año 2023.

### Subespecies
Según las clasificaciones del IOC y Clements checklist/eBird se reconocen cuatrosubespecies, con su correspondiente distribución geográfica:
- Automolus ochrolaemus pallidigularis Lawrence, 1862 – este de Panamá, norte y oeste de Colombia (hacia el este hasta el valle del Magdalena en el norte) y noroeste de Ecuador (al sur hasta el oeste de Guayas y Los Ríos).
- Automolus ochrolaemus turdinus (Pelzeln, 1859) – sureste de Colombia (al sur desde el oeste de Meta y Vaupés), sur de Venezuela (Amazonas, Bolívar) y las Guayanas hacia el sur hasta este de Ecuador, noreste de Perú y norte de Brasil (al norte del río Amazonas).
- Automolus ochrolaemus ochrolaemus (Tschudi, 1844) – al sur del río Amazonas, desde el este de Perú y oeste de Brasil (hacia el este hasta la magen izquierda del río Purus) al sur hasta el centro de Bolivia (oeste de Pando al sur hasta el noroeste de Santa Cruz).
- Automolus ochrolaemus auricularis J.T. Zimmer, 1935 – centro de Brasil (de la margen derecha del río Purus al este hasta el este de Pará), hacia el sur hasta el noreste de Bolivia (este de Pando, noreste de Santa Cruz).